# 石坂鈴之助
石坂 鈴之助（いしざか すずのすけ、嘉永5年（1853年） - 不明）は、幕末の旗本。八王子千人頭。通称、弥次右衛門。父は石坂義礼。

## 略歴
1868年（慶応4年）4月、父の石坂義礼は戊辰戦争時に日光を無血開城し、切腹し果てた。これを受けて12代目に就任する、15歳。
1868年（慶応4年）7月、八王子千人隊解散後、千人頭河野仲次郎と共に彰義隊に参加。徳川家霊廟の警護担当。上野戦争を経て八王子に戻る。首謀者のみが処罰され、鈴之助は罪は不問とされた。
1868年（慶応4年）、志村貞廉ら総勢11名にて、駿府の小島町（現・静岡市清水区小島町）に移住した記録が残る。